# Martín Muñoz de la Dehesa
Martín Muñoz de la Dehesa es un municipio y localidad española de la provincia de Segovia, en la comunidad autónoma de Castilla y León. Se encuentra en el territorio de la Campiña Segoviana, limítrofe con la provincia de Ávila, y cuenta con una población de 307 habitantes (INE 2024). 

## Geografía

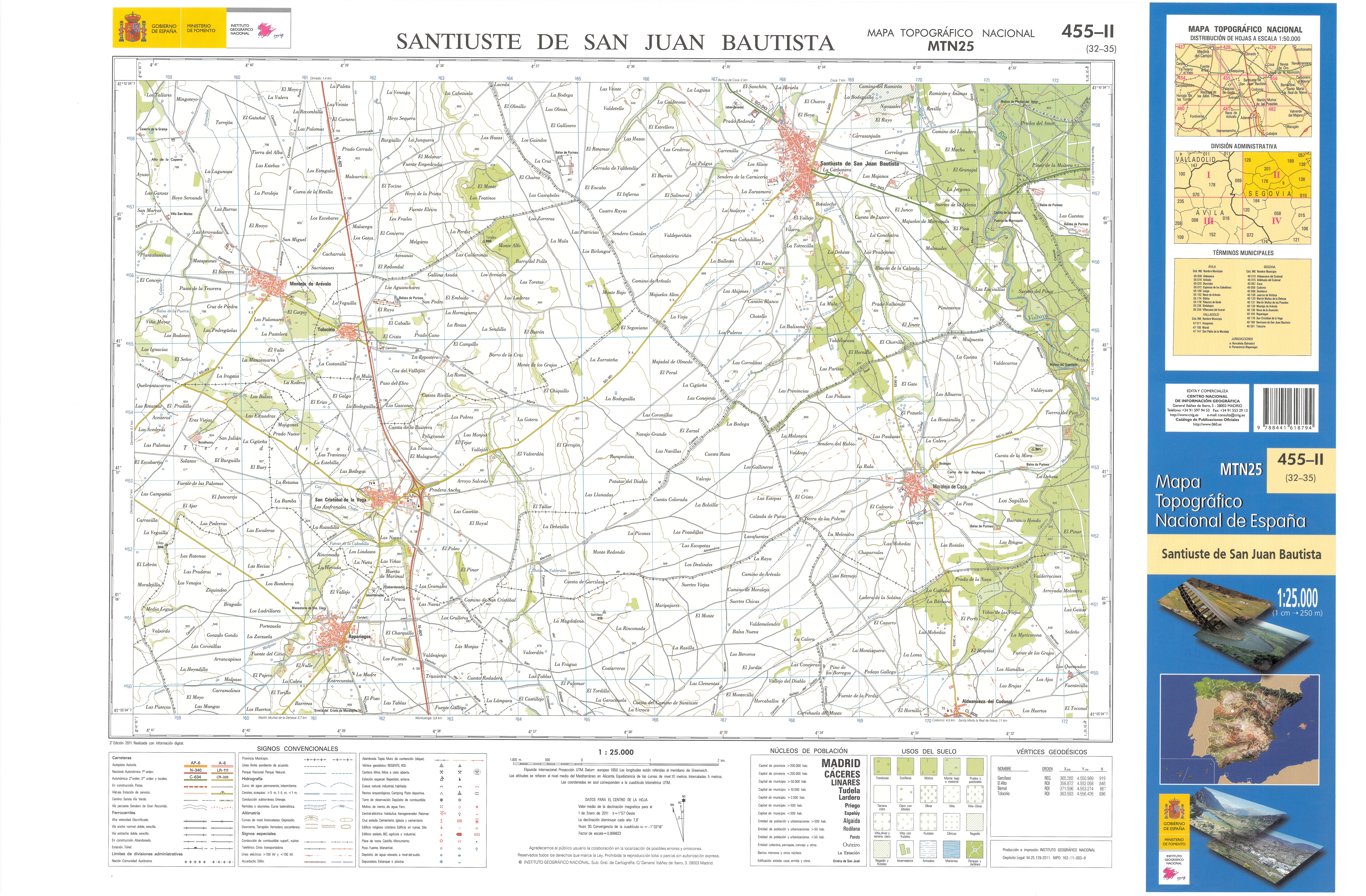
Fragmento de la hoja 455 del Mapa Topográfico Nacional de España de 2011 en el que se representa parte oeste de Martín Muñoz de la Dehesa

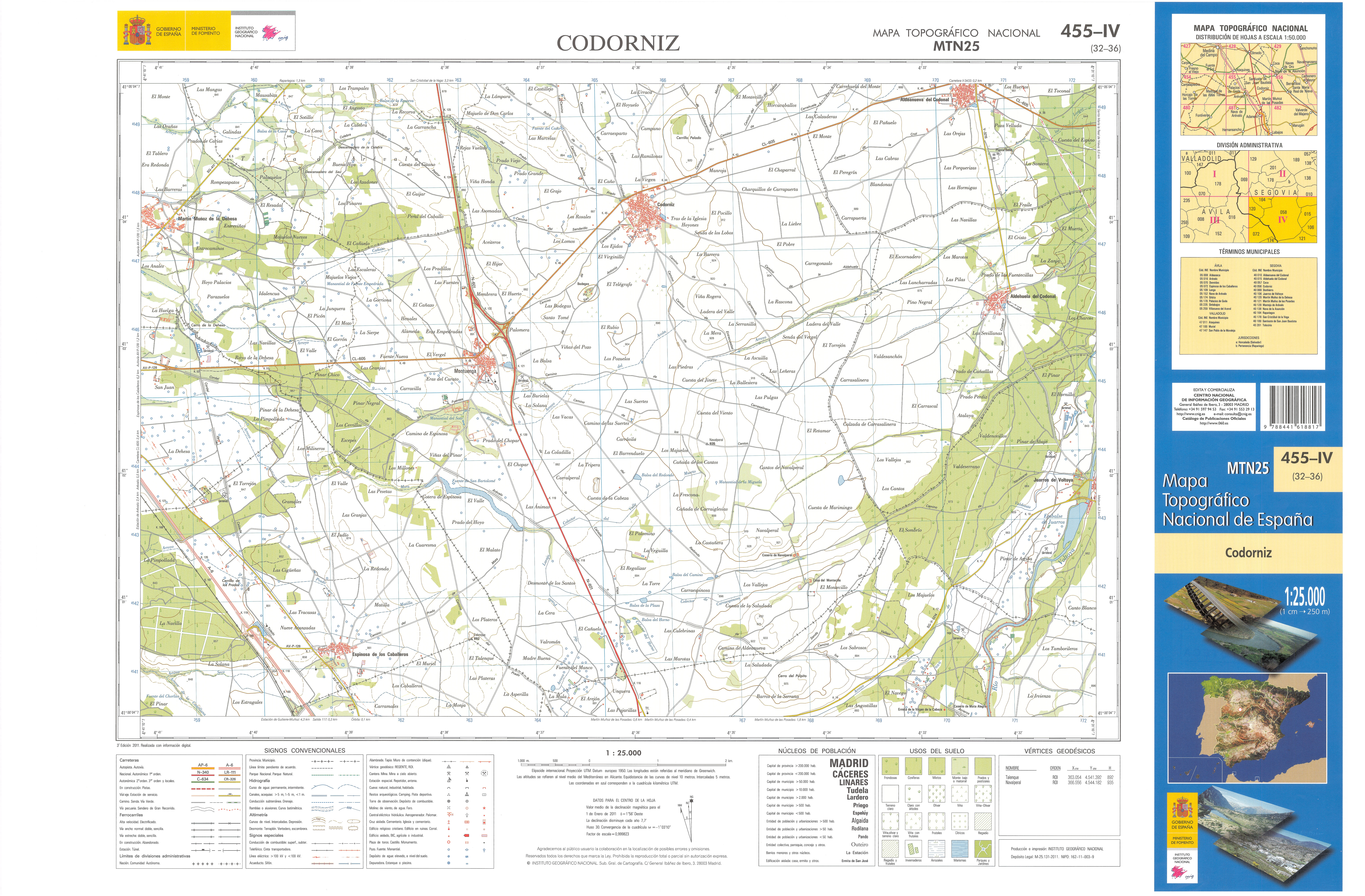
Fragmento de la hoja 455 del Mapa Topográfico Nacional de España de 2011 en el que se representa parte este de Martín Muñoz de la Dehesa

La localidad está situada en una zona conocida como Campiña Segoviana a 836 m s. n. m. Es el municipio más occidental de la provincia de Segovia.
| Noroeste: Arévalo (AV) | Norte: Donhierro  | Noreste: Rapariegos |
| Oeste: Arévalo (AV)    |                   | Este: Rapariegos    |
| Suroeste: Arévalo (AV) | Sur: Arévalo (AV) | Sureste: Montuenga  |

### Clima y vegetación
El clima principal de la zona es el mediterráneo continentalizado, lo que implica inviernos fríos, secos y largos, con temperaturas mínimas de hasta -10 °C y veranos muy calurosos, secos y cortos, con temperaturas de hasta 40 °C. La vegetación principal son los bosques de Pinares de Pinus pinea o Pino piñonero y Pinus sylvestris o Pino silvestre. Mientras que en las zonas húmedas, aparecen comunidades de Populus tremula o Chopo temblón y Ulmus minor u Olmo.

## Historia

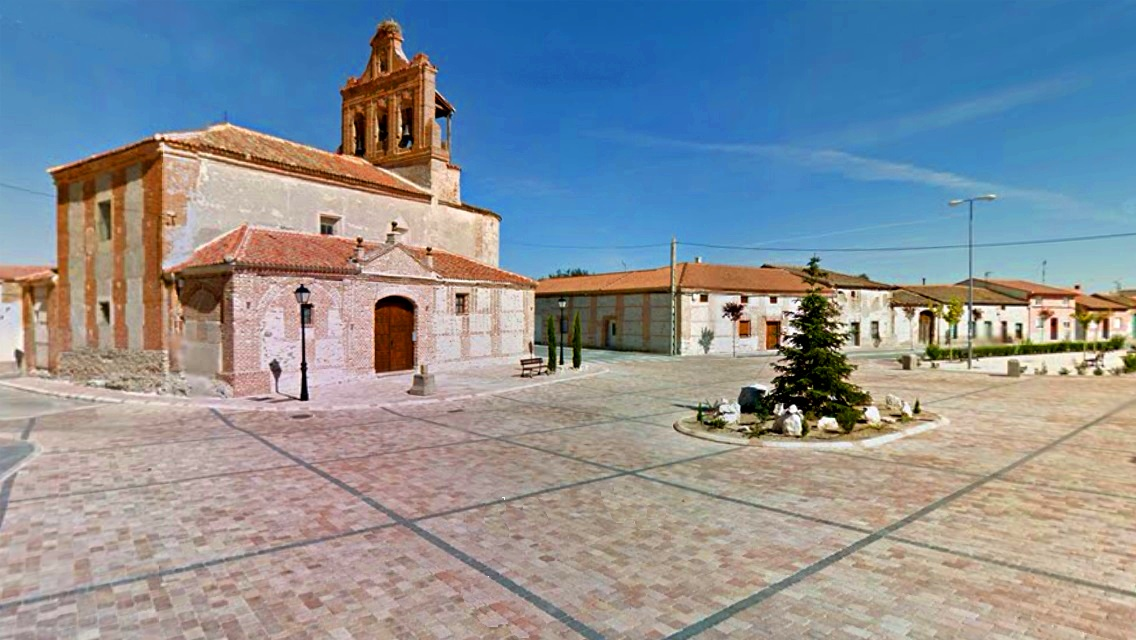
Plaza de la Constitución

En el territorio del municipio se han hallado restos de asentamientos celtas de más de 4000 años de antigüedad. De la época romana y visigoda se sabe que hubo varios pequeños asentamientos en las cercanías de Arévalo. Tras la invasión musulmana en el año 711 la zona al sur del río Duero quedó totalmente despoblada, conocida como Desierto del Duero y tan solo algunos núcleos de campesinos autóctonos consiguieron sobrevivir a esta zona. Quedó prácticamente desierta, convertida en tierra de nadie donde ambos bandos hacían sus correrías. Tras la batalla de Simancas en el año 939 el Reino de Asturias empieza a ganar importancia en estas tierras donde poco a poco pobladores del norte peninsular se iban asentando, pero hasta el año 1085 tras la conquista de Toledo por el rey Alfonso VI de León y Castilla no se llevó a cabo una seria repoblación. El rey encargó a importantes nobles del norte peninsular incluso de Francia a repoblar y proteger estos territorios para conectar de manera eficaz con el recién conquistado Toledo.
El documento más antiguo del que se tiene constancia data de 1240 y el pueblo tenía el nombre de San Juan de la Dehesa y muy cerca se encontraba otro municipio llamado Palacios de la Dehesa el nombre común de la Dehesa se debe a que la zona entre Arévalo y el municipio era una Dehesa creada por el Concejo de la Mesta por el rey Alfonso X el Sabio en 1273. Era una extensa zona atravesada por el Cordel de la Culebra prohibida para la agricultura sólo para pastos donde los pastores trashumantes que se dirigían a la Cañada Real Leonesa Oriental podían descansar y beber de los numerosos arroyos y fuentes antes de entrar en la villa de Arévalo. Estas fuentes y balsas para el ganado existen y siguen cumpliendo su función en la actualidad, conocidas como El Regajal; construida en ladrillo, La Huelga o  La Fuente de Palazuelos; de bloques de granito y con varios pilones.
El pueblo aunque se llamaba San Juan siempre recibió el nombre de Martimuñocillo por alguna similitud o relación que hoy se desconoce con Martín Muñoz de las Posadas hasta el punto de que en 1587 aparece con el nombre actual de Martín Muñoz de la Dehesa por primera vez. Los tributos del pueblo pertenecían al Monasterio de Santa María de Gómez Román del que solo queda en pie la cabecera mudéjar de su iglesia conocida como Ermita de La Lugareja. El municipio siempre perteneció al sexmo de La Vega de la Comunidad de Villa y Tierra de Arévalo, hasta que en la división territorial de 1833 quedó incluida en la provincia de Segovia, en el Partido judicial de Santa María la Real de Nieva.
Por la actual plaza de la Constitución, a los pies de la iglesia, pasaba un arroyo que seguía por la calle del Caño que generaba grandes balsas de agua estancada y barro en el siglo XIX se construyó un canal o caz artificial desde la actual calle Caz rodeando al municipio para evitar este problema. En 1850 el político Pascual Madoz visitó el pueblo para la realización del Diccionario Geográfico-Estadístico de España y lo describe así: 

En terreno llano; le combaten todos los vientos, y su clima es poco sano, padeciéndose por lo común calenturas estacionales y tercianas: tiene unas 54 casas de un solo piso, y por lo común de 3 á 4 varas de altura sobre el nivel de la calle; estas son estrechas, y aunque llanas, muy incómodas por lo pantanosas, tanto, que difícilmente se puede pasar de una a otra casa sino a caballo, so pena de llevar el lodo a media pierna; hay casa de ayuntamiento, que sirve de cárcel, escuela común a ambos sexos, á la que concurren unos 20 alumnos, que se hallan a cargo de un maestro dotado con 850 reales, y una iglesia servida por 1 párroco, los vecinos se surten para sus usos de las aguas de una fuente que hay en la población, y principalmente de otra que se encuentra a 30 pasos de ella. El Presupuesto Municipal asciende á unos 200 reales, que se cubren con varias suertes de terreno dadas a los vecinos.

## Geografía humana

### Demografía
Cuenta con una población de 307 habitantes (INE 2024).
| Gráfica de evolución demográfica de Martín Muñoz de la Dehesa entre 1842 y 2021                                       |
| |
| Población de derecho según los censos de población del INE. Población de hecho según los censos de población del INE. |

La población de Martín Muñoz de la Dehesa es de 227 habitantes (INE, 2020). Es uno de los pocos pueblos de Castilla y León de menos de 500 habitantes que gana población, desde principios de los años 80 no ha parado de crecer, esto es debido a la situación en la que se encuentra muy cerca de Arévalo la autovía A-6.

### Economía
La base principal de la economía del municipio es la Agricultura y la Ganadería.
En cuanto a la agricultura, destaca el cultivo de cereales -trigo y cebada- y regadío, como el maíz, la patata y la remolacha para la producción de azúcar. La ganadería principal es la vacuna, con numerosas instalaciones para la crianza y, en la mayoría de los casos, obtención de leche. Además, también son importantes la ganadería ovina para la obtención de carne y leche, y la ganadería para el consumo propio, como la porcina y avícola.
Por otra parte, en los últimos años se ha experimentado un importante crecimiento en la construcción de viviendas en nuevos terrenos urbanos, como la Urbanización Dunas de la Vega, o terrenos alrededor del municipio.
Desde el 2008 está en funcionamiento una planta solar fotovoltaica, con una potencia de 2 MW (2 millones de vatios), siendo una de las plantas solares más importantes de la zona.

### Comunicaciones
La vía principal que atraviesa el pueblo es la carretera que va de Arévalo a Cuéllar, la SG-411. A menos de tres kilómetros pasa la Autovía del Noroeste A-6 o Carretera de La Coruña con la que tiene un acceso, la salida 126. Dentro de sus límites también pasan otras vías como la carretera de Zamora a Segovia, la CL-605, además también pasa el ferrocarril Línea Madrid-Hendaya con parada en la estación de Arévalo.
Además la empresa de autobuses Linecar presta el servicio regular Segovia - Arévalo con parada en el municipio de lunes a viernes excepto los jueves.

## Símbolos
El Escudo y Bandera que representa al municipio de Martín Muñoz de la Dehesa fue diseñado por el heraldista Eduardo Duque Pindado, y aprobado por Acuerdo del Pleno el 19 de marzo de 2013 y se blasona así:

Escudo medio partido y cortado. 1º, campo de azur, una cigüeña vigilante de plata. 2º En campo de oro dos cipreses arrancados de sinople en el jefe y un pilón de sable aclarado de azur en la punta. 3º, campo de gules un campanario de oro aclarado de azur. Timbrado con Corona Real Española.

## Administración y política
| Periodo   | Nombre                                                      | Partido   |
| --------- | ----------------------------------------------------------- | --------- |
| 1979-1983 | Jesús Hervás Sampedro † (1983) Teófilo González Hernández   | UCD       |
| 1983-1987 | Máximo Martín Herrero                                       | AP-PDP-UL |
| 1987-1991 | Teodoro Gutiérrez Pérez                                     | PSOE      |
| 1991-1995 | Teodoro Gutiérrez Pérez                                     | PSOE      |
| 1995-1999 | Julio Casado Fernández                                      | PP        |
| 1999-2003 | Teodoro Gutiérrez Pérez                                     | PP        |
| 2003-2007 | Teodoro Gutiérrez Pérez                                     | PP        |
| 2007-2011 | Teófilo González Valero                                     | PP        |
| 2011-2015 | Clara Isabel Rueda Bermejo (2012) David Gutiérrez San Pedro | PP PSOE   |
| 2015-2019 | David Gutiérrez San Pedro                                   | PSOE      |
| 2019-2023 | David Gutiérrez San Pedro                                   | PSOE      |
| 2023-act. | David Gómez Gómez                                           | PP        |

## Cultura

### Patrimonio

#### Iglesia de Nuestra Señora de la Asunción del Castillo

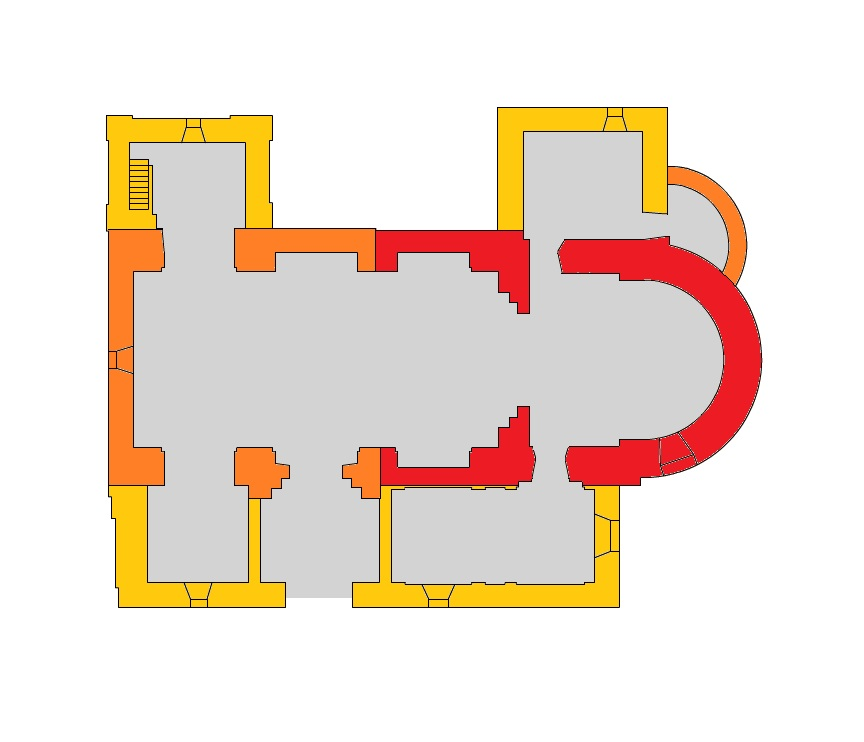
En rojo el ábside y la cabecera románicas del siglo. En naranja la nave y la portada interior mudéjar de ladrillo del siglo y en amarillo los añadidos barrocos del siglo

Tiene una orientación perfecta de este a oeste lo que permite que el templo este iluminado las 12 h del día.
Es un templo muy reformado a lo largo de la historia que impide ver su fábrica original pero de gran interés ya que es muy diferente al estilo de construcción común de esta zona: el mudéjar, porque conserva partes de arte románico de piedra del siglo XII, poco usual al sur del Duero.
Se diferencian tres estilos: el ábside y la cabecera son románicos del siglo XII-XIII, mientras que el resto de la nave principal, la portada interior y la torre circular de la escalera son mudéjar del siglo XIV-XV y por último los añadidos de las cuatro sacristías, la portada exterior y el campanario de espadaña son barrocos de los siglos XVII-XVIII.
Ábside y Cabecera
La parte románica es la parte más antigua (700-800 años) y corresponde a la zona de la cabecera y el ábside construidos íntegramente mediante la humilde técnica de Tapial en barro y rocas. Esta parte, pudo ser en un principio una torre de defensa o vigía construida para defender la frontera de los reinos cristianos y musulmanes, a partir de la cual se fue desarrollando el núcleo urbano, de ahí el nombre de la iglesia Asunción del Castillo. En el interior del templo destaca un gran arco toral de ladrillo que da paso al presbiterio donde está el altar mayor. Este arco se compone de tres arcos (triple rosca doblada) que descansa sobre dos grandes columnas de ladrillo enfoscado muy estrechas y lisas situadas cada una de ellas sobre una basa ática y sobre pedestal. Ambas tienen capitel con figuras vegetales labradas cubiertas de cal. También destaca la bóveda sobre el ábside que cubre el presbiterio, construido íntegramente en barro apisonada o tapial. La datación de esta parte de la iglesia es del siglo XII o XIII.
Nave
El resto de la nave rectangular es mudéjar de ladrillo construido en su mayor parte por la técnica de machones y verdugadas de ladrillo con entrepaños de tierra apisonada o tapial, también se pueden ver varias fachadas muy bien conservadas que utilizan esta técnica de construcción muy habitual en las provincias de Ávila y Segovia. La parte con mayor importancia histórica es la portada interior de estilo románico en piedra. La portada se compone de cuatro arcos de medio punto de arista viva que arrancan sobre una sencilla imposta, en muchos de los sillares de la portada se pueden apreciar marcas o dibujos magníficamente conservados cubiertos con una capa de cal que impide apreciarlos con detalle. La jamba que sostiene el arco menor luce una moldura abocelada, el segundo arco arranca sobre dos capiteles que hoy aparecen como ménsulas al desparecer las columnas, estos capiteles presentan unas figuras vegetales de gran valor histórico también cubiertos de cal.

#### Añadidos posteriores
El campanario mudéjar así como el románico fueron sustituidos por el actual de estilo barroco en el siglo XVII.
El campanario de espadaña, las cuatro sacristías y la portada exterior, fueron añadidas en el siglo XVII. 
La portada exterior consta de dos sacristías laterales, la más oriental donde hoy esta la pila bautismal estaba abierta al exterior por tres grandes arcos de ladrillo. La espadaña consta de una gruesa pared de mampostería con tres huecos para la colocación de las campanas y uno pequeño superior donde está colocada una cruz de granito. También tiene una techumbre de madera en muy mal estado, destaca la gran altura que alcanza poco usual en estas construcciones.
En el interior destacan las bóvedas de escayola añadidas en el siglo XVIII y el altar mayor del siglo XVII. El altar situado a la derecha del siglo XVI perteneció a la Iglesia de San Nicolás de Bari de Arévalo hoy en ruinas. Y el altar situado a la izquierda tiene un cuadro dedicado a Santa Águeda que estuvo en la exposición Las Edades del Hombre en 2003. El cuadro de óleo sobre lienzo, es una copia del pintor italiano Andrea Vaccaro y está firmado por Francisco Javier de Azpiroz y Montalvo el Conde de Alpuente en 1853, noble que tenía grandes posesiones en el municipio.
En 2011 se encontró una piedra con el símbolo cristiano Ichthys, un símbolo con forma de pez que utilizaron los primeros cristianos en secreto hace 2000 años para evitar ser ejecutados. La piedra fue colocada en la fachada de la Iglesia donde se puede ver.

#### Palacete Villa Jesusa
Otro edificio significativo es un palacete burgués rectangular de dos plantas y gran tamaño construido entre 1898 y 1900 en ladrillo, llamado Villa Jesusa una obra con claras influencias coloniales que destaca del resto de viviendas, es conocido como El Hotel por su gran tamaño. Fue construido por un adinerado burgués que vivía en Cuba y que tras la pérdida de la provincia de ultramar después de la Guerra hispano-estadounidense de 1898 regresó al municipio donde se construyó este palacete. En la actualidad es una propiedad privada.

#### Yacimiento Palazuelos y Alto de la Dehesa
En el verano de 2013, durante las obras de un gaseoducto, apareció un yacimiento en Palazuelos y Alto de la Dehesa con restos de la Edad de Bronce y Celta datado con detalle entre 2250-700 a. C. donde aparecieron numerosos objetos de metal, cimientos de cabañas, restos de calles empedradas, hornos, silos o urnas funerarias. El yacimiento fue datado y estudiado con detalle para una futura excavación más ambiciosa.

#### Puente mudéjar de La Mora
Situado sobre el arroyo del mismo nombre, daba paso a la Calzada de Ávila para llegar a la villa de Arévalo. Está situado al norte del municipio, cerca del Puente de Valladolid, contiguo a la carretera de Arévalo a Montejo de Arévalo en el kilómetro  Construido en estilo mudéjar del siglo XIII-XIV en ladrillo y piedra caliza, formado por un solo arco ojival o apuntado construido íntegramente mediante la técnica de tapial de piedra caliza sin labrar de la zona, con cal y argamasa. El arco consta de tres arquivoltas de ladrillo bien tallado enmarcado en un alfiz con friso de ladrillo en sardinel. Era la única vía de acceso a Arévalo por el norte y más tarde formó parte del trazado del Camino Real hacia La La Coruña. Cuenta la tradición que La Reina Isabel I de Castilla, La Católica, lo cruzó varias veces para visitar a su madre, residente en Arévalo. Con la construcción de la carretera SG-413 pierde totalmente su funcionalidad y actualmente está en estado de ruina.

### Fiestas

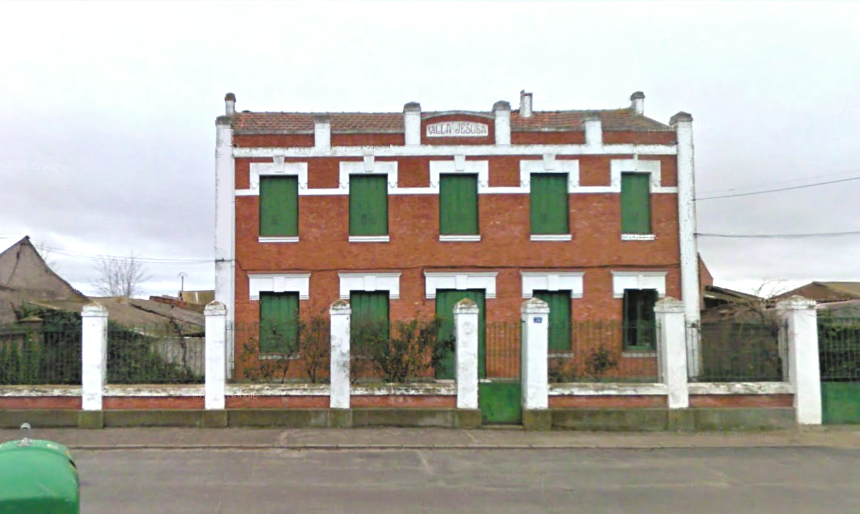
Vista de la Casa-Palacio de estilo colonial Villa Jesusa construida en el siglo XIX

El pueblo de Martín Muñoz de la Dehesa celebra sus fiestas patronales desde el día 4 de febrero al 8 de febrero en honor a Santa Águeda. La fiesta tiene origen en una cofradía que honraba a Santa Águeda y conserva muchas de sus tradiciones. La celebración se basa en torno a dos imágenes de la Santa, de metal situadas sobre unas varas de madera que se pasan de vecino a vecino cada año el día 6 de febrero siguiendo un tradicional ritual. Los días 7 y 8 de febrero están dedicados a los solteros y a los casados del pueblo respectivamente. También el día 15 de mayo se celebra en honor a San Isidro Labrador. Además los últimos años se viene celebrando una fiesta sin honores religiosos a finales de julio.